# 201年
| 千纪： | 1千纪                                                                                           |
| 世纪： | 2世纪 \| 3世纪 \| 4世纪                                                                         |
| 年代： | 170年代 \| 180年代 \| 190年代 \| 200年代 \| 210年代 \| 220年代 \| 230年代                       |
| 年份： | 196年 \| 197年 \| 198年 \| 199年 \| 200年 \| 201年 \| 202年 \| 203年 \| 204年 \| 205年 \| 206年 |
| 纪年： | 辛巳年（蛇年）；东汉建安六年                                                                    |

## 大事记
- 倉亭之戰再戰，曹操二破袁紹，袁紹無力抗衡曹操。
- 袁紹命劉備和汝南龔都合流，曹操南攻汝南，劉備敗走新野依附劉表，龔都軍潰散。
- 巴西郡人趙韙圍攻成都，敗退江州，部下龐樂、李異反叛，殺死趙韙。

宗教
- 亚洲境内的奥斯若恩宣布基督教为国教，成为第一个正式以基督教为国教的国家。
- 11月 - 埃德萨的大洪水摧毁了一个基督教教堂，超过2,000人丧生。

## 各国领袖

### 亞洲
- 中國（東漢）
  - 君主：漢獻帝（189年－220年）
  - 實質掌權者: 曹操
  - 主要州牧：曹操、袁紹、孙权、劉表、劉璋、劉備、馬騰
- 日本
  - 君主：
    1. 神功皇后（攝政，200年－270年）
- 泰米尔哲罗（Chera）王朝
  - 君主：Tagadur Erinda Perumcheral（185年－201年）

### 欧洲
- 爱尔兰 (High King of Ireland)
  - 君主：Lugaid mac Con（173年－203年）
- 罗马帝国（塞維魯王朝）
  - 君主：塞普蒂米烏斯·塞維魯（193年－211年）
  - 执政官：
    1. Tiberius Claudius Severus Proculus（200年－201年）
    2. Gaius Aufidius Victorinus ( 200年－201年）
    3. Lucius Annius Fabianus
    4. Marcus Nonius Arrius Mucianus

### 非洲
- 库什王朝 (Kush)
  - 君主：
    1. Teritedakhatey国王（200年－215年）

## 出生
- 譙周（201年－270年），蜀漢學者，69岁
- 德西乌斯 (201年 - 251年)，罗马帝国皇帝，50岁

## 逝世
- 趙韙，巴西郡人，東漢末年官員。
- 趙岐（108年 - 201年），東漢經學家。
- 盖伦（129年－201年），古罗马医学家和则学家。